# 테르뇌브세
| 오르도비스기                 | 전기       | 트레마독절 | 이후         |
| 캄브리아기                   | 푸룽세     | 제10절     | 485.4 489.5- |
| 캄브리아기                   | 푸룽세     | 장산절     | 489.5 494.0- |
| 캄브리아기                   | 푸룽세     | 파이비절   | 494.0 497.0- |
| 캄브리아기                   | 먀오링세   | 구장절     | 497.0 500.5- |
| 캄브리아기                   | 먀오링세   | 드럼절     | 500.5 504.5- |
| 캄브리아기                   | 먀오링세   | 우류절     | 504.5 509.0- |
| 캄브리아기                   | 제2세      | 제4절      | 509.0 514.0- |
| 캄브리아기                   | 제2세      | 제3절      | 514.0 521.0- |
| 캄브리아기                   | 테르뇌브세 | 제2절      | 521.0 529.0- |
| 캄브리아기                   | 테르뇌브세 | 포츈절     | 529.0 541.0- |
| 에디아카라기                 |            |            | 이전         |
| IUGS의 캄브리아기 시대 구분. |            |            |              |

테르뇌브세 또는 테레누보세(Terreneuvian)는 고생대 캄브리아기 전기에 해당하는 첫번째 세이다. 그 시기는 5억 3880만 년 전부터 5억 2100만 년 전까지 이른다. 미량 화석으로 발견된 클렙티크누스가 최초로 나타났고, 아직 삼엽충이 출현하기 이전인 시대이다.
테르뇌브세는 포츈절(Fortunian)과 제2절, 두개의 절로 나뉘는데 제2절은 아직 공식적인 명칭이 정해지지 않았다. 명칭의 어원은 캐나다 뉴펀들랜드섬의 프랑스어 이름인 "테르뇌브"(Terre Neuve)에서 가져온 것이다.